# 신시내티 마이티 덕스
| 신시내티 마이티 덕스 | |
| 콘퍼런스             | 서부 콘퍼런스 (1997년~2005년)                                                                                                  |
| 디비전               | 미드-애틀랜틱 디비전 (1997년~2000년) 사우스 디비전 (2000년~2001년) 센트럴 디비전 (2001년~2003년) 웨스트 디비전 (2003년~2005년) |
| 설립연도             | 1997년 |
| 해체연도             | 2005년 |
| 역사                 | 볼티모어 밴디츠 (1995년~1997년) 신시내티 마이티 덕스 (1997년~2005년) 록퍼드 아이스호그스 (2007년~현재)                         |
| 경기장               | 신시내티 가든 |
| 연고지               | 오하이오주 신시내티 |
| 상징색               | 진한 보라, 비취색 |
| 구단주               | |
| 단장                 | |
| 감독                 | |
| NHL 제휴             | |
| ECHL 제휴            | |
| 정규시즌 우승        | |
| 콘퍼런스 우승        | |
| 디비전 우승          | |
| 칼더 컵              | |
| 영구 결번            | |

신시내티 마이티 덕스(Cincinnati Mighty Ducks)는 미국 오하이오주 신시내티를 연고지로 하는 1997년부터 2005년까지 AHL 소속되었던 아이스 하키팀이다.
2005년 연고지를 일리노이주 록퍼드 (록퍼드 아이스호그스)로 이전했다.

## 역대 홈경기장
| 신시내티 마이티 덕스 |               |          |                     |      |
| 경기장               | 사용기간      | 수용인원 | 장소                | 비고 |
| 신시내티 가든        | 1997년~2005년 | 8,016명  | 오하이오주 신시내티 | 빈칸 |